# Difesa austriaca
La difesa austriaca o difesa simmetrica è un'apertura scacchistica, variante del gambetto di donna, caratterizzata dalle seguenti mosse:
1. d4(?) d5
2. c4 c5

## Continuazioni
Fra le possibili continuazioni più studiate:
- 3 cd5 Cf6 (Rubinstein) 4 Cf3 cd4 5 Dd4 Dd5 6 Cc3 Dd4 7 Cd4 a6 8 Ag5 Cbd7 9 g3 h6 10 Ae3 e5 11 Cb3 b6 12 Ag2 Tb8 13 0-0-0  bianco in leggero vantaggio.
- 3 dc5 d4 4 Cf3 Cc6 5 e3 e5
- 3 Cc3 dc4
- 3 Cf3 cd4 4 cd5 Da5 5 Dd2! Dd5 6 Cc3 Da5 7 Cd4 Cf6 8 e3 g6 9 Ac4 Ag7 10 0-0 0-0 11 De2 Cbd7 12 Ad2 Bianco in leggero vantaggio.